# Jona Efoloko
Jona Efoloko (* 23. September 1999 in Kinshasa, DR Kongo) ist ein britischer Leichtathlet kongolesischer Herkunft, der in den Kurzsprintdisziplinen an den Start ging. Mit der Staffel konnte er 2022 Europameister werden und zudem die Bronzemedaille bei den Weltmeisterschaften in Eugene gewinnen.

## Leben
Jona Efoloko wurde in der kongolesischen Hauptstadt Kinshasa geboren. Er besuchte das Loreto College in Manchester, wobei er mittels eines Stipendiums des Talented Athlete Scholarship Scheme unterstützt wurde. 2018 schloss er das College mit der Hochschulreife ab. Parallel zu seiner Schulausbildung betrieb er zunächst die Sportarten Fußball und Rugby Union. Während eines Schulwettkampfes wurde sein Sprintpotenzial entdeckt, so dass er 2013 mit der Leichtathletik begann.

## Sportliche Laufbahn
Bereits seinen ersten Wettkampf bei den britischen Schulmeisterschaften konnte er in der Altersklasse U15 siegreich über 200 Meter bestreiten. 2014 gewann er in derselben Altersklasse bei den englischen Hallenmeisterschaften jeweils über 60 und 200 Meter die Goldmedaille. 2016 gewann er in der Halle und in der Freiluft in der nächsthöheren Altersklasse U17 jeweils die nationalen Meistertitel über 60, 100 und 200 Meter. Auch 2016 konnte er im Frühjahr zunächst bei den U17-Hallenmeisterschaften Englischer Meister über 60 und 200 Meter werden. Im Laufe der Saison steigerte er seine 100-Meter-Bestzeit auf 10,59 s. Über 200 Meter lief er 21,45 s und konnte damit im Sommer bei den U18-Europameisterschaften in Tiflis an den Start gehen. Zunächst erreichte er das Halbfinale, in dem er eine neue Bestzeit lief. Im anschließenden Finale steigerte er sich auf 21,15 s und konnte damit den Europameistertitel gewinnen. Ein Jahr später qualifizierte er sich über 200 Meter für die U20-Europameisterschaften in Grosseto. Auch dort erreichte er das Finale, in dem er die Silbermedaille gewinnen konnte. 2018 wurde Efoloko mit neuer Bestzeit von 20,79 s englischer U20-Meister. Damit war er für die U20-Weltmeisterschaften im finnischen Tampere qualifiziert. Auch dort konnte er in den einzelnen Läufen neue Bestzeiten aufstellen. Im Finale lief er mit 20,48 s seine persönliche 200-Meter-Bestzeit und gewann damit den Weltmeistertitel.
2019 schaffte er es nicht die 200 Meter unter 21 Sekunden zu absolvieren. Fortan trat er vermehrt mit der Staffel an. Im Sommer nahm er mit der 4-mal-100-Meter-Staffel an den U23-Europameisterschaften in Gävle teil. Die Staffel konnte in das Finale einziehen, wobei es ihr darin nicht gelang, das Rennen zu beenden. 2020 belegte Efoloko den vierten Platz über 200 Meter bei den britischen Meisterschaften. 2021 gewann er über 200 und über 100 Meter jeweils die Bronzemedaille bei den britischen Meisterschaften. Dabei steigerte er seine 100-Meter-Bestzeit auf 10,30 s und wurde in der Folge vom Nationalen Olympischen Komitee als Reserveläufer für die Sprintstaffel berücksichtigt. Zu einem Einsatz bei den Olympischen Sommerspielen in Tokio kam es schließlich nicht. 2022 steigerte er sich in Florida auf 10,27 s über 100 Meter. Dort in den USA nahm er im Sommer an seinen ersten Weltmeisterschaften teil. Im Vorlauf noch geschont, startete er im Finale als Startläufer für die britische Sprintstaffel, mit der er schließlich die Bronzemedaille gewinnen konnte. Einen Monat später gewann er mit der englischen Sprintstaffel bei den Commonwealth Games in Birmingham. Nur wenige Wochen später trat er auch bei den Europameisterschaften in München an und gehörte dort zum britischen Quartett, das sich im Finale den Europameistertitel sichern konnte. 2023 nahm er mit der britischen Sprintstaffel an den Weltmeisterschaften in Budapest teil. Dort wurde er, wie bereist 2022, im Vorlauf eingesetzt.

## Wichtige Wettbewerbe
| Jahr                               | Veranstaltung                      | Ort                                | Platz                              | Disziplin                          | Zeit                               |
| Startet für Vereinigtes Königreich | Startet für Vereinigtes Königreich | Startet für Vereinigtes Königreich | Startet für Vereinigtes Königreich | Startet für Vereinigtes Königreich | Startet für Vereinigtes Königreich |
| ---------------------------------- | ---------------------------------- | ---------------------------------- | ---------------------------------- | ---------------------------------- | ---------------------------------- |
| 2016                               | U18-Europameisterschaften          | Tiflis                             | 1.                                 | 200 m                              | 21,15 s                            |
| 2017                               | U20-Europameisterschaften          | Grosseto                           | 2.                                 | 200 m                              | 21,14 s                            |
| 2018                               | U20-Weltmeisterschaften            | Tampere                            | 1.                                 | 200 m                              | 20,48 s                            |
| 2019                               | U23-Europameisterschaften          | Gävle                              |                                    | 4 × 100 m                          | DNF (Finale)                       |
| 2022                               | Weltmeisterschaften                | Eugene                             | 3.                                 | 4 × 100 m                          | 37,83 s                            |
| 2022                               | Commonwealth Games                 | Birmingham                         | 1.                                 | 4 × 100 m                          | 38,35 s                            |
| 2022                               | Europameisterschaften              | München                            | 1.                                 | 4 × 100 m                          | 37,67 s                            |

## Persönliche Bestleistungen
Freiluft
- 100 m: 10,27 s, 16. April 2022, Gainesville
- 200 m: 20,48 s, 13. Juli 2018, Tampere

Halle
- 60 m: 6,65 s, 22. Januar 2022, Manchester
- 200 m: 21,13 s, 16. Februar 2022, Sheffield